# C13H14N4O2
化学式C13H14N4O2的化合物（摩尔质量：258.28 g/mol）可以指：
- 6-硝基喹哌嗪（DU-24565），CAS号：77372-73-7
- 普啉索旦（prinoxodan），CAS号：111786-07-3

|  | 这个同类索引页列出了具有相同分子式的化学物（即同分異構體）条目。 除非您是有意链接至本页，否则应将相应条目的内部链接指向正确的条目。 |